# Дословче
Дословче (словен. Doslovče) је насељено место у општини Жировница, Горењска регија, Словенија.

## Историја
До територијалне реорганизације у Словенији било је у саставу старе општине Јесенице.

## Становништво
У попису становништва из 2011. године, Дословче је имало 124 становника.
| Број становника према пописима | Број становника према пописима | Број становника према пописима |
| ------------------------------ | ------------------------------ | ------------------------------ |
| 1991                           | 2002                           | 2011                           |
| 131                            | 110                            | 124                            |

## Галерија
- место рођења словеначог писца Франа Салешког Финжгара
- унутрашњост Финжгарове куће
- сеоски помоћни објекат на имању "Финжгар"
- планинарски дом на Зеленици